# John Lepp
John Lepp (ur. 10 maja 1938 roku w Torquay) – brytyjski kierowca wyścigowy.

## Kariera
Lepp rozpoczął międzynarodową karierę w wyścigach samochodowych w 1972 roku od startów w Brytyjskiej Formule Atlantic, gdzie dwukrotnie stawał na podium, w tym raz na jego najwyższym stopniu. W późniejszych latach Brytyjczyk pojawiał się także w stawce uropean 2-litre Sports Car Championship for Makes,  Europejskiej Formuły 2, Interserie oraz British Touring Car Championship.
W Europejskiej Formule 2 Brytyjczyk wystartował podczas pierwszej rundy sezonu 1973 z brytyjską ekipą Chevron Racing. W wyścigu uplasował się na piątej pozycji. Z dorobkiem trzech punktów ukończył sezon na 26 miejscu.